# Szent-Györgyi Albert publikációinak listája
Ez a szócikk Szent-Györgyi Albert publikációinak listáját tartalmazza.
A műveiről készült bibliográfia 459 művet sorol fel, de az a szám szinte évente emelkedik, mert az elektronikus tartalmaknak köszönhetően gyakran kerül elő eddig ismeretlen helyen leközölt munkája.

## Könyvei

### Angolul írt könyvei
- Studies on Biological Oxidation and Some of its Catalysts (Budapest-Leipzig, 1937)
- On Oxidation, Fermentation, Vitamins, Health, and Disease (1940)
- Chemistry of Muscular Contraction. New York: Academic Press, 1947., 1951.
- Bioenergetics (New York, 1957)
- Introduction to a Submolecular Biology. Chapters I and II. New York: Academic Press, 1960.
- Science Ethics and Politics (New York, 1963)
- Bioelectronics (New York, 1968); magyarul: Egy biológus gondolatai (Budapest, 1970)
- The Crazy Ape (1970)
- What next?! (1971)
- The living state (1972)
- Electronic Biology and Cancer: A New Theory of Cancer (1976)
- "Electronic Biology and Cancer." Chapter 23 in Search and Discovery: A Tribute to Albert Szent-Györgyi. Edited by Benjamin Kaminer. Academic Press, 1977.
- Bioelectronics: a study in cellular regulations, defense and cancer

### Magyarul megjelent főbb művei
- Biológiai oxidációk, fermentációk és vitaminok. (Budapest, 1937)
- Az élet tudománya (1943)
- Válogatott tanulmányok (Gondolat, Budapest, 1983) ISBN 963 281 261 1
- A béke élet- és erkölcstana (1938, Szeged, 2001) ISBN 963 9347 18 3
- Az élet jellege (Magvető, Budapest, 1973) ISBN 9632700430
- Az élő állapot (Kriterion, Bukarest, 1973)
- Az anyag élő állapota (Magvető, Budapest, 1983) ISBN 9632719832
- Az őrült majom (Magvető, Budapest, 1989) ISBN 9631415104
- Egy biológus gondolatai (Gondolat, Budapest, 1970)

## Publikációi

### Magyar nyelven
- Szent-Györgyi Albert (1913). „A végbél és a pars analis recti mikroskopi szerkezetéről”. Mathematikai és Természettudományi Értesítő (31.), 748−754.. o. (Hozzáférés: 2016. április 13.)
- Szent-Györgyi Albert (1916). „Vizsgálatok az üvegtest szerkezetéről”. Mathematikai és Természettudományi Értesítő (34.), 623−640.. o. (Hozzáférés: 2016. április 13.)
- Szent-Györgyi Albert (1936). „A biológiai oxydációk mechanizmusa (Székfoglaló értekezés)”. Mathematikai és Természettudományi Értesítő (54.), 412−416.. o. (Hozzáférés: 2016. április 13.)
- Szent-Györgyi Albert nyílt levele a Magyar Nemzetgyűléshez. MSZMP Budapesti pártértekezletei (XXXV.1.a.2.) 1989-09-23. (Hozzáférés: 2016. április 21.) (Eredetileg megjelent az Új Magyarország című lapban 1946. júniusban)
- Szent-Györgyi Albert (1965). „A tudományos alkotómunkáról (angolból fordította: K. L.”. Irodalmi Szemle (8.), 734−737.. o. (Hozzáférés: 2016. április 13.)
- Szent-Györgyi Albert (1971). „Nehézségeim az atommal”. Korunk (6.), 855−859.. o. (Hozzáférés: 2016. április 13.)
- Szent-Györgyi Albert (1973). „Kiút”. Valóság (11.), 6–17.. o.

### Német és angol nyelven
- "Zur Anatomie und Histologie des Teguments der Analoffnung und des Rectum" Anatomische Hefte 49, (1913): 305-335. (németül)
- "Zellatmung IV. Mitteilung: Uber den Oxydationsmechanismus der Kartoffeln" Biochemische Zeitschrift 162, (1925): 399-412. (németül)
- "Zellatmung V. Mitteilung: Uber den Oxydationsmechanismus einiger Pflanzen" Biochemische Zeitschrift 181, (1927): 425-432. (németül)
- "Observations on the Function of Peroxidase Systems and the Chemistry of the Adrenal Cortex: Description of a New Carbohydrate Derivative." The Biochemical Journal 22, 6 (1928): 1387-1409. (angolul)
- "On the Function of Hexuronic Acid in the Respiration of the Cabbage Leaf." Journal of Biological Chemistry 90, 1 (January 1931): 385-393. (angolul)
- Joseph Louis Svirbely és Szent-Györgyi Albert: "The Chemical Nature of Vitamin C." The Biochemical Journal 26, 3 (1932): 865-870. (angolul)
- Svirbely, Joseph, Albert Szent-Györgyi. "Hexuronic Acid as the Antiscorbutic Factor." Nature 129 (16 April 1932): 576.
- Svirbely, Joseph, Albert Szent-Györgyi. "Hexuronic Acid as the Antiscorbutic Factor." Nature 129 (7 May 1932): 690.
- Joseph Louis Svirbely és Szent-Györgyi Albert:"The Chemical Nature of Vitamin C." The Biochemical Journal 27, 1 (1933): 279-285. (angolul)
- Banga Ilona és Szent-Györgyi Albert: "The Large Scale Preparation of Ascorbic Acid from Hungarian Pepper (Capsicum annuum)." The Biochemical Journal 28, 5 (1934): 1625-1628. (angolul)
- Gözsy Béla és Szent-Györgyi Albert: "Uber den Mechanismus der Hauptatmung des Taubenbrustmuskels [On the mechanism of primary respiration in pigeon breast muscle." Hoppe-Seyler's Zeitschrift fur physiologische Chemie 224, (1934): 1-10. (németül)
- Annau, E., Banga Ilona, Gözsy Béla, Huszák István, Laki Kálmán, Straub F. Brúnó és Szent-Györgyi Albert: "Uber die Bedeutung der Fumarsaure fur die Tierische Gewebsatmung: Einleitung, Ubersicht, Methoden" Hoppe-Seyler's Zeitschrift fur physiologische Chemie 236, (1935): 1-20. (németül)
- Annau, E., Banga Ilona, A. Blazsó, Bruckner Győző, Laki Kálmán, Straub F. Brúnó és Szent-Györgyi Albert: "Uber die Bedeutung der Fumarsaure fur die Tierische Gewebsatmung. III. Mitteilung: Einleitung, Ubersicht, Methoden" Hoppe-Seyler's Zeitschrift fur physiologische Chemie 244, (1936): 105-116. (németül)
- Bentsath, A., Rusznyák István, Szent-Györgyi Albert: "Vitamin Nature of Flavones." Nature 138 (7 November 1936): 798.
- "The Identification of Vitamin C." Science 87, 2253 (4 March 1938): 214-215. (angolul)
- "On Protoplasmic Structure and Functions (A Survey)." Enzymologia: Acta Biocatalytica 9, 2 (30 May 1940): 98-110. (angolul)
- "Towards a New Biochemistry?" Science 93, 2426 (27 June 1941): 609-611. (angolul)
- "Das kontraktile Element des Muskels" Berichte der Deutschen Chemischen Gesellschaft 75, (1942): 1868-1870. (németül)
- Myosin and muscular contraction (1942)
- "Free-Energy Relations and Contraction of Actomyosin." The Biological Bulletin 96, 2 (April 1949): 140-161. (angolul)
- Borbíró Márta, Szent-Györgyi Albert: "On the Relation between Tension and ATP in Cross-striated Muscle." The Biological Bulletin 96, 2 (April 1949): 162-167. (angolul)
- Morgan, Councilman, George Rozsa, Albert Szent-Györgyi, and Ralph W. G. Wyckoff. "Macromolecular Arrangement within Muscle." Science 111, 2778 (24 February 1950): 201-202. (angolul)
- Rozsa, George, Councilman Morgan, Albert Szent-Gyorgyi, and Ralph W. G. Wyckoff. "The Electron Microscopy of Sectioned Nerve." Science 112, (14 July 1950): 42-43. (angolul)
- "Nature of the Contraction of Muscle." Nature 167 (10 March 1951): 380.
- "The Structure and Chemistry of Muscle." V in Proceedings of the Fourth Research Conference. American Meat Institute. Fourth Research Conference (March 20-21, 1952, Chicago), 1952. pp. 22–26. (angolul)
- "Bioenergetics." Science 124, 3227 (2 November 1956): 873-875. (angolul)
- Karreman, George, Helmut Mueller, and Albert Szent-Gyorgyi. "Competitive Binding of ATP and Acridine Orange by Muscle." Proceedings of the National Academy of Sciences of the United States of America 43, 5 (17 May 1957): 373-379. (angolul)
- Steele, Richard H., and Albert Szent-Gyorgyi. "On Excitation of Biological Substances." Proceedings of the National Academy of Sciences of the United States of America 43, 6 (15 June 1957): 477-491. (angolul)
- "Remarks on Proteins: Summarizing Statements." Journal of Cellular and Comparative Physiology 49 (1957): 311-316.
- Isenberg, Irvin, and Albert Szent-Gyorgyi. "Free Radical Formation in Riboflavin Complexes." Proceedings of the National Academy of Sciences of the United States of America 44, 9 (15 September 1958): 857-862. (angolul)
- "Muscle Research." Science 128, (26 September 1958): 699-702. (angolul)
- Steele, Richard H., and Albert Szent-Gyorgyi. "Studies on the Excited States of Proteins." Proceedings of the National Academy of Sciences of the United States of America 44, (1958): 540-545. (angolul)
- Isenberg, Irvin, and Albert Szent-Gyorgyi. "On the Electron Paramagnetic Resonance of Adenosine Triphosphate." Proceedings of the National Academy of Sciences of the United States of America 45, 8 (15 August 1959): 1232-1233. (angolul)
- Szent-Gyorgyi, Albert, and Irvin Isenberg. "On the Electron-Donating Properties of Indoles." Proceedings of the National Academy of Sciences of the United States of America 46, 10 (15 October 1960): 1334-1336. (angolul)
- Isenberg, Irvin, Albert Szent-Gyorgyi, and S. L. Baird Jr. "Spin Resonance Study of Serotonin-FMN Interaction." Proceedings of the National Academy of Sciences of the United States of America 46, (1960): 1307-1311. (angolul)
- "In Search of New Biological Dimensions." Perspectives in Biology and Medicine 4, ([Summer 1961]): 393-402. (angolul)
- Avery, John, Bay Zoltán, Szent-Györgyi Albert: "On the Energy Transfer in Biological Systems." Proceedings of the National Academy of Sciences of the United States of America 47, 11 (15 November 1961): 1742-1744. (angolul)
- "The Supra- and Submolecular in Biology." Journal of Theoretical Biology 1 (1961): 75-82.
- Szent-Gyorgyi, Albert, and B. Kaminer. "Metin and Metactomyosin." Proceedings of the National Academy of Sciences of the United States of America 50, 6 (15 December 1963): 1033-1036. (angolul)
- "Lost in the Twentieth Century." Annual Review of Biochemistry 32, (1963): 1-14. (angolul)
- "Teaching and the Expanding Knowledge." Science 146, (4 December 1964): 1278-1279. (angolul)
- "Bioelectronics." Science 161, (6 September 1968): 988-990. (angolul)
- "Looking Back." Perspectives in Biology and Medicine 15, 1 ([Autumn 1971]): 1-5. (angolul)
- Dionüszosz és Apolló követői a kutatásban (Fizikai Szemle, XXIII (1973) 7 (július) 195-196. o.
- "The Living State and Cancer." Ciba Foundation Symposium 67, (1979): 3-18. (angolul)
- Gascoyne, Peter R. C., Ronald Pethig, and Albert Szent-Gyorgyi. "Water Structure-Dependent Charge Transport in Proteins." Proceedings of the National Academy of Sciences of the United States of America 78, 1 (January 1981): 261-265. (angolul)
- Pethig, Ronald, Peter R. C. Gascoyne, Jane A. McLaughlin, and Albert Szent-Gyorgyi. "Ascorbate-Quinone Interactions: Electrochemical, Free Radical, and Cytotoxic Properties." Proceedings of the National Academy of Sciences of the United States of America 80, (January 1983): 129-132. (angolul)
- Pethig, Ronald, Peter R. C. Gascoyne, Jane A. McLaughlin, and Albert Szent-Gyorgyi. "Enzyme-Controlled Scavenging of Ascorbyl and 2,6-Dimethoxysemiquinone Free Radicals in Ehrlich Ascites Tumor Cells." Proceedings of the National Academy of Sciences of the United States of America 82, 5 (1 March 1985): 1439-1442. (angolul)
- Gascoyne, Peter R. C., Jane A. McLaughlin, Albert Szent-Gyorgyi, and Ronald Pethig. "Free Radical Investigations as a Tool for the Study of Quinone Detoxification by Whole Cells and Enzymes." Chemica Scripta 27A, (1987): 125-129. (angolul)